# Kore

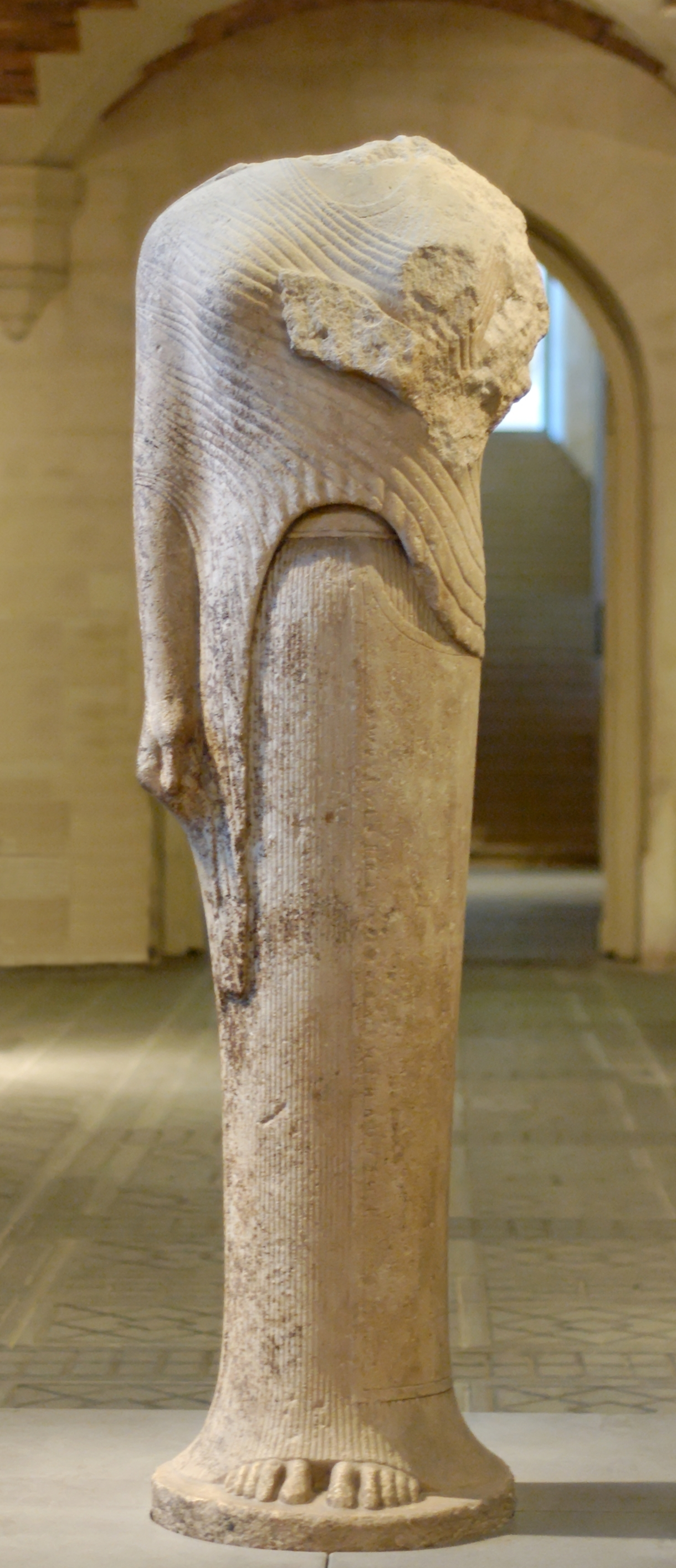
Kore llamada Hera de Samos, originaria del Hereo de Samos, c. 570 a. C.–560 a. C. De 1,92 m de altura tiene una inscripción en la base donde se pode leer: Queramias me dedicó a Hera, como ofrenda. Museo del Louvre.

El término Kore, plural Korai (griego, Κόρη 'doncella'), es una tipología escultórica de la Época Arcaica de la Antigua Grecia, que consiste en una estatua femenina en posición de pie, cuya versión masculina del mismo tipo se designa kuros. 
La kore denota una profunda influencia de la estatuaria egipcia y su carácter macizo y rigidez corporal. Aunque estas estatuas griegas arcaicas transmitan la misma artificialidad que sus semejantes egipcias el trabajo del material, es en aquellas un poco más tosco.

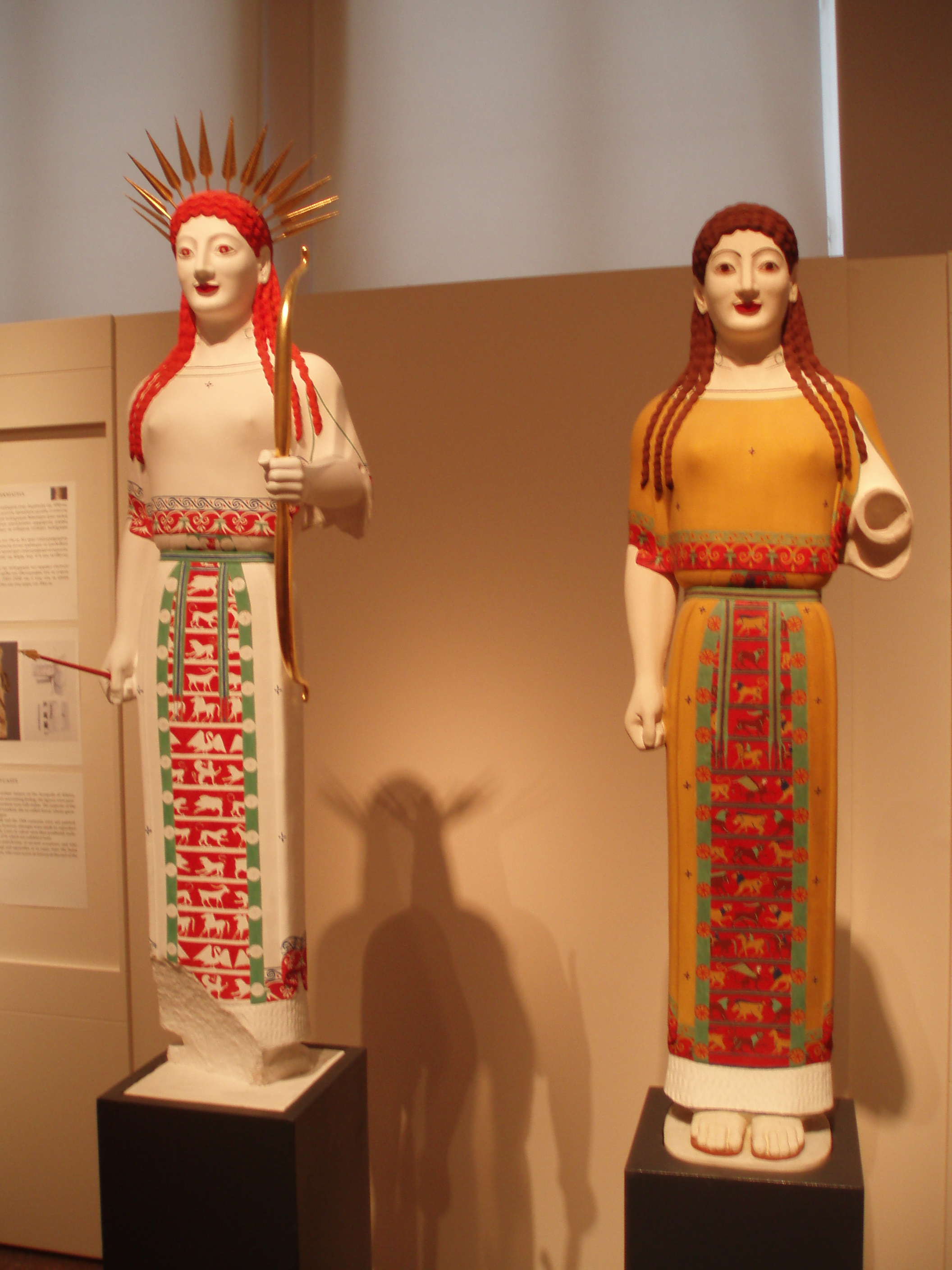
Reconstrucción moderna de korai, que muestra la policromía usual en las originales.

La kore se esculpía en mármol, se representaba de pie, vestida (con un peplos, por ejemplo) y podía tener los dos brazos erguidos a partir del codo, portando en una o en ambas manos un objeto votivo. El rostro, estereotipado, cuyo objetivo no era ser el retrato de una persona real, estaba envuelto en cabello de una volumetría poco natural, como si tratara de una peluca. La estatua se pintaba, pero al contrario que el kuros, que era pintado de color marrón, la piel femenina era coloreada de blanco.
Las korai experimentaron una evolución formal a lo largo del tiempo, tornándose, en épocas posteriores, en una figura de formas más suaves y redondeadas, en las que el tejido de la ropa se ajustaba con mayor naturalidad al cuerpo. A partir de ese momento el cuerpo deja de tener el aspecto de haber sido tallado a partir de un bloque de contornos agudos, para parecerse más a una columna, donde las líneas eran más fluidas. Pero, al contrario que el kuros, que presenta siempre la misma tipología (hombre desnudo de pie), la kore se esculpía de variadas formas, sobre todo en lo que concierne a la indumentaria y al peinado, que reflejan la moda de las diferentes localidades donde se esculpía.
Las korai se empleaban como ofrenda votiva a los dioses o para ser colocadas sobre un túmulo.